# Marjorie Kinnan Rawlings
Marjorie Kinnan Rawlings (8 de agosto de 1896 - 14 de diciembre de 1953) fue una escritora estadounidense que vivió en la Florida rural y escribió novelas con temas y escenarios basados en sus vivencias en el campo. Su obra más conocida, The Yearling, sobre un niño que adopta a un cervatillo huérfano, ganó un premio Pulitzer de ficción en 1939 y más tarde fue adaptada en una película con el mismo nombre. El libro fue escrito mucho antes del concepto de ficción para adultos jóvenes, pero ahora se incluye comúnmente en las listas de lectura para adolescentes.
Rawlings falleció en 1953, a causa de una hemorragia cerebral. Sus tierras en Cross Creek son ahora el Parque Estatal Histórico Marjorie Kinnan Rawlings. En 1986 fue incluida en el Salón de la Fama de las mujeres de Florida.

### Relatos
- 1912 "The Reincarnation of Miss Hetty"
- 1931 "Cracker Chidlins"
- 1931 "Jacob's Ladder"
- 1931 "Plumb Care Conscience"
- 1932 "A Crop of Beans"
- 1932 "Gal Young Un"
- 1933 "Hyacinth Drift"
- 1933 "Alligators"
- 1933 "Benny and the Bird Dogs"
- 1934 "The Pardon"
- 1936 "A Mother in Mannville"
- 1936 "Varmints"
- 1938 "Mountain Rain"
- 1939 "I Sing While I Cook"
- 1939 "Cocks Must Crow"
- 1940 "The Pelican's Shadow"
- 1940 "The Enemy"
- 1941 "Jessamine Springs"
- 1941 "The Provider"
- 1942 "Fanny, You Fool!"
- 1944 "Shell"
- 1945 "Black Secret"
- 1945 "Miriam's Houses"
- 1940 "In The Heart"

### Novelas y colecciones
- 1928  Blood of My Blood
- 1933  South Moon Under
- 1935  Golden Apples
- 1938  The Yearling
- 1940  When the Whippoorwill
- 1942  Cross Creek
- 1942  Cross Creek Cookery
- 1947 "Mountain Prelude"
- 1949 "The Friendship"
- 1950  Jacob's Ladder
- 1953  The Sojourner
- 1955  The Secret River